# تامر عبدالحمید (بازیکن فوتبال، زاده ۱۹۷۱)
تامر عبدالحمید (انگلیسی: Tamer Abdul Hamid؛ زادهٔ ۱۶ اکتبر ۱۹۷۱) بازیکن فوتبال اهل مصر است.
وی به‌همراه تیم ملی فوتبال مصر در بازی‌های المپیک تابستانی ۱۹۹۲ شرکت کرده‌است.